# Огарев (хутор)
Огарев — хутор в Петропавловском районе Воронежской области.
Входит в состав Краснофлотского сельского поселения.

## География
Близ хутора (западнее) — исток реки Матюшина.

### Улицы
- ул. Октября
- Первомайская ул.
- Пролетарская ул.
- Советская ул.

## Население
| 2010 |
| ---- |
| 167  |

Известные жители
- Ларин, Иван Алексеевич (1932—2008) — политработник Вооружённых Сил СССР, генерал-полковник. Уроженец хутора Огарев.
- Ушаков Владимир Петрович (1932—2012) — первый секретарь Курганского горкома КПСС Уроженец хутора Огарев.
- Пополитов Николай Иванович — заслуженный конструктор России Уроженец хутора Огарев.